# Sigismund Thalberg
Sigismund Thalberg (ur. 8 stycznia 1812 w Pâquis koło Genewy, zm. 27 kwietnia 1871 w Posillipo koło Neapolu) – austriacki pianista i kompozytor.

## Życiorys
Urodził się jako dziecko z nieprawego łoża, prawdopodobnie syn baronowej Wetzlar von Plankenstern. Ojcem był prawdopodobnie książę Franz Joseph von Dietrichstein. Młody Thalberg wychowywał się w pałacu księcia w Wiedniu.
Studiował w Wiedniu teorię muzyki u Simona Sechtera i fortepian u Johanna Nepomuka Hummla i Carla Czernego oraz u Friedricha Kalkbrennera w Paryżu i Ignaza Moschelesa w Londynie. 
Zadebiutował w Wiedniu utworami Beethovena i Hummla oraz własnymi kompozycjami. 
W roku 1828 ukazała się jego kompozycja op. 1 – fantazja na temat melodii z opery Webera „Euryanthe“.
W roku 1830 wystąpił w Berlinie i Lipsku, gdzie  włączył się do kręgu wokół Friedricha Wiecka, nauczyciela Roberta Schumanna.
Skomponował wiele wirtuozowskich transkrypcji fortepianowych na tematy z oper Donizettiego, Rossiniego, Verdiego, Mozarta i Meyerbeera.
W roku 1843 poślubił córkę pierwszego basisty teatru włoskiego w Paryżu, Luigiego Lablache, Zecchinę. W roku 1858 został ojcem Zaré, przyszłej śpiewaczki operowej.
Na początku lat pięćdziesiątych skomponował dwie opery: Florinda, do libretta Eugène Scribe'a, prawykonanie 3 lipca 1851 w Londynie oraz Cristina di Svezia, do libretta Felice Romani, prawykonanie 3 czerwca 1855 w Wiedniu. Obie opery nie odniosły sukcesu.
W następnych latach odbył wiele podróży koncertowych po krajach Europy, od roku 1855 występował w krajach Ameryki, w tym w Brazylii, na Kubie i w Stanach Zjednoczonych. Był uważany – obok Liszta – za jednego z najwybitniejszych wirtuozów fortepianu swoich czasów, unikał jednak bezpośredniej konfrontacji z Lisztem.
W roku 1863 wycofał się z czynnego życia muzycznego, zajął się uprawą winorośli.

## Odznaczenia
- Kawaler Legii Honorowej (Francja)[1]
- Kawaler Orderu Leopolda (Belgia)[1]
- Kawaler Orderu Korony Dębowej (Królestwo Niderlandów)[1]
- Kawaler Orderu Danebroga (Dania)[1]
- Kawaler Orderu Wazów (Szwecja)[1]